# Lenguas criollas de base neerlandesa

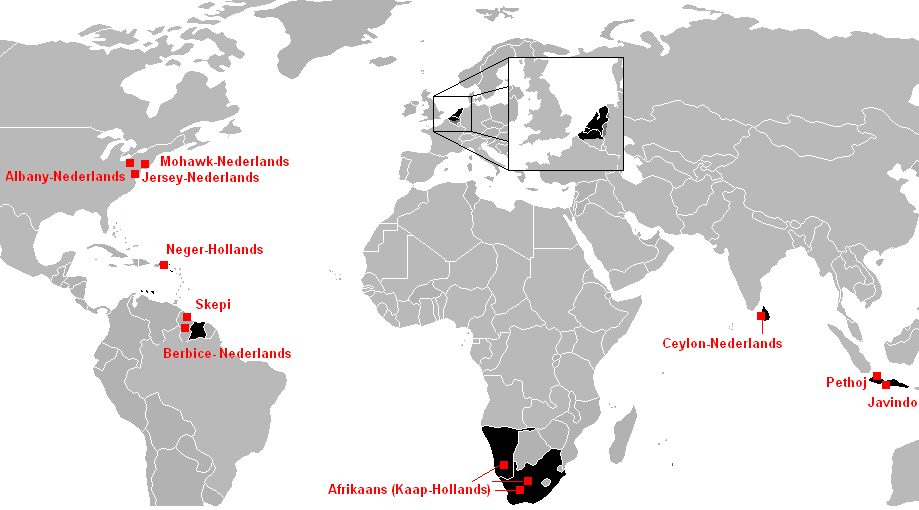
Criollos, pidgins y lenguas vernáculas de contacto de origen neerlandés, en el mapa también incluye el afrikáans, una lengua hija del neerlandés.

Un criollo neerlandés es una lengua criolla cuyo principal lexificador es el idioma neerlandés, una lengua germánica occidental de los Países Bajos. Estos criollos generalmente se desarrollaron a partir de pidgins de origen neerlandés o mediante una mezcla de lenguas en la que el neerlandés ejerció una influencia importante.

## Descripción
La mayoría de los criollos de origen neerlandés se originaron en colonias neerlandesas en América y el Sudeste Asiático, después de la expansión del siglo XVII de la red de comercio marítimo y el poder naval neerlandés. Casi todas están ahora extintas, mientras que dos variedades conocidas están clasificadas como «en peligro crítico» y próximas a la extinción. La extinción se ha atribuido generalmente a un cambio lingüístico cultural y generacional deliberado hacia el neerlandés estándar o la lengua mayoritaria de la zona con cada generación sucesiva.
Se considera que el afrikáans es una lengua hija del neerlandés y, a pesar de que el resto de criollos neerlandeses están extintos o en peligro de extinción, es una lengua usada y ha desplazado completamente al neerlandés en el sur de África, principalmente en Sudáfrica y Namibia. Aunque no es una postura mayoritaria, algunos lingüistas lo consideran criollo debido a su gramática simplificada en relación con el neerlandés.

## Lista
| Criollo                   | Lugar                          | Situación                    |
| ------------------------- | ------------------------------ | ---------------------------- |
| Berbice                   | Guyana                         | extinto                      |
| Ceilán                    | Sri Lanka                      | extinto                      |
| Skepi                     | Guyana                         | extinto                      |
| Negerhollands             | Islas Vírgenes Estadounidenses | extinto                      |
| Petjo                     | Indonesia                      | extinto o en peligro crítico |
| Javindo                   | Indonesia                      | en peligro crítico           |
| Mohawk holandés           | Estados Unidos                 | extinto                      |
| Idioma holandés de Jersey | Estados Unidos                 | extinto                      |